# 오사카만 베이 에어리어
오사카만 베이 에어리어(일본어: 大阪湾ベイエリア) 또는 오사카만 임해 지구(일본어: 大阪湾臨海地域)은 오사카만의 걸프 지역을 말하며, 효고현의 남동쪽, 오사카부의 서부, 와카야마현의 북동쪽이 포함된다.